# Archeoraptor
Archeoraptor (Archaeoraptor liaoningensis) – nieformalna nazwa rodzajowa nadana skamieniałości z Chin w 1999 przez magazyn „National Geographic”, która później okazała się fałszerstwem złożonym z części różnych zwierząt.
Początkowo została ona uznana za „brakujące ogniwo między naziemnymi dinozaurami a ptakami”, mimo że już przed publikacją artykułu na ten temat istniały poważne wątpliwości co do autentyczności skamieliny archeoraptora. Zhou i inni stwierdzili, że czaszka i górna część ciała należy w rzeczywistości do kopalnego ptaka janornisa. W 2002 wykazano, że ogon należy naprawdę do niewielkiego upierzonego dromeozaura mikroraptora, podczas gdy stopy i nogi należą do nieznanego obecnie zwierzęcia. Archeoraptor wywołał skandal w nauce. Dzięki niemu zwrócono większą uwagę na niezgodne z prawem chińskie interesy. Owo „znalezisko” uwydatniło potrzebę dokładnego naukowego przeglądu skamielin rozsławianych w pismach popularnych jako „brakujące ogniwa”. Archeoraptor był wykorzystywany przez kreacjonistów jako argument przeciw dinozaurowemu pochodzeniu ptaków, mimo iż odnaleziono liczne dowody potwierdzające wyewoluowanie ptaków z teropodów.

## Skandal
Archeoraptor został zaprezentowany na konferencji prasowej magazynu „National Geographic” w październiku 1999. Na tej samej konferencji zaprezentowano plany zwrócenia skamieliny archeoraptora Chinom z powodu jej nielegalnego importu z tego kraju. W listopadzie 1999 „National Geographic” opisał artykuł autorstwa Christophera Sloana poświęcony tej skamielinie. Artykuł ten omawiał głównie pierzaste dinozaury i pochodzenie ptaków. Owa skamielina została w tym artykule nazwana Archaeoraptor liaoningensis (co znaczy pradawny rabuś z Liaoning). Ów artykuł od razu spotkał się z krytyką Storrsa L. Olsona – kustosza wydziału ptaków w Narodowym Muzeum Historii Naturalnej w Waszyngtonie. W biuletynie tego muzeum określił nadania naukowej nazwy w popularnym piśmie bez recenzji badaczy jako koszmar. 3 lutego 2000 „National Geographic” wydało komunikat prasowy, że skamielina może być sfałszowana i że rozpoczęło się dochodzenia wewnętrzne w tej sprawie. Bill Allen, redaktor „National Geographic”, powiedział czasopismu „Nature”, że jest wściekły, ponieważ skamielina może okazać się fałszerstwem. W wydaniu marcowym tego magazynu umieszczono list Xu Xinga, w którym stwierdza on, że tylna część ciała archeoraptora nie pasuje do przedniej. W październiku 2000 „National Geographic” opublikował poświęcony tej sprawie raport dziennikarza śledczego Lewisa M. Simmonsa i ogłosił, że archeoraptor w rzeczywistości jest fałszerstwem. Poinformował również, że każdy uczestnik projektu „National Geographic” popełnił jakieś błędy.

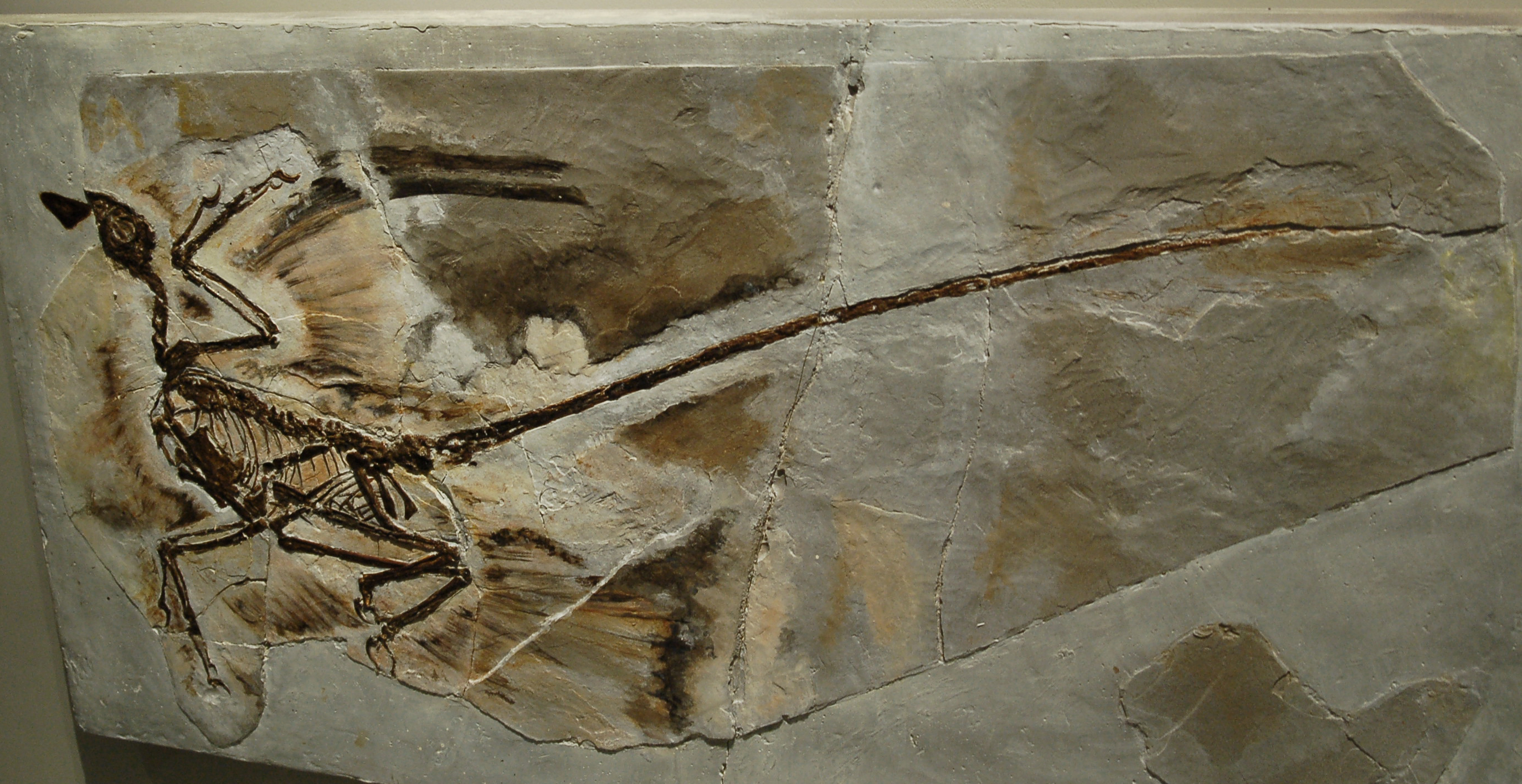
Skamieniałość mikroraptora – dinozaura, którego szczątków użyto do stworzenia skamieliny archeoraptora

### Historia
Zgodnie z raportem Lewisa M. Simmonsa, opublikowanym w „National Geographic”, wszystko zaczęło się w lipcu 1997 w Xiasanjiazi (Chiny), gdzie rolnicy trudnili się wydobyciem szybikowym skamielin spośród pokładów łupków i ich sprzedażą za parę dolarów. Praktyka ta była powszechna, choć niezgodna z prawem. Odnaleziono wówczas rzadką skamielinę uzębionego ptaka. Pierwotnie była ona dobrze zachowana - włącznie z odciskami piór, ale rozpadła się w czasie przechowywania. Rolnik, który odnalazł skamielinę, połączył ją więc ze szczątkami znalezionymi w tym samym miejscu (ogonem i kończynami tylnymi), aby drożej ją sprzedać (kompletne skamieliny miały większą wartość). Skamielina została sprzedana w czerwcu 1998 nieznanemu handlarzowi, który nielegalnie przemycił ją do USA (zgodnie z chińskim prawem żadna skamielina nie może legalnie opuścić Chin). W tym samym roku podczas dorocznego spotkania członków Stowarzyszenia Paleontologii Kręgowców w Utah krążyły plotki o cennej skamielinie prymitywnego ptaka przebywającej w rękach prywatnego kolekcjonera. Została ona wystawiona przez nieznanego sprzedawcę na giełdzie kamieni szlachetnych w Tucson (Arizona, USA).
Stephen A. Czerkas i jego żona Sylvia Czerkas, prowadzący Muzeum Dinozaurów w Blanding (Utah), zakupili skamielinę przez pośrednika, którym był Dale Slade, za 80 000$. Państwo Czerkas nie byli z wykształcenia paleontologami, ale miłośnikami dinozaurów i artystami. Zakup skamieliny został dokonany w celu badań nad nią i uniemożliwienia zniknięcia jej w prywatnej kolekcji. Czerkasowie skontaktowali się z paleontologiem Philem Currie, który z kolei poinformował o tym Towarzystwo National Geographic. Zgodził się przebadać skamielinę pod warunkiem, że zostanie ona ostatecznie zwrócona Chinom. Towarzystwo chciało otrzymać skamielinę po jej opisie w fachowym piśmie „Nature”, a następnie zorganizować konferencję prasową i opisać skamielinę w swoim czasopiśmie. Redaktor „National Geographic” Bill Allen prosił wszystkich członków tego projektu o utrzymanie go w tajemnicy, aby „National Geographic” miało udział w historii. Slade i Czerkasowie zamierzali prezentować skamieniałość jako główną atrakcję muzeum przez pięć lat. Sloan twierdzi, że poleciał wiosną 1999 do Utah, aby przekonać Stephena Czerkasa do zwrotu skamieliny Chinom od razu pod jej opisie, ponieważ w przeciwnym razie Phil Currie nie przebada jej, a National Geographic nie opisze znaleziska. Czerkas wtedy zgodził się na to. Currie skontaktował się z Instytutem Paleontologii Kręgowców i Paleoantropologii w Pekinie, a członkowie National Geographic polecieli do tego muzeum, aby stać się częścią zespołu badającego archeoraptora. Już podczas wstępnego przeglądu skamieliny 6 marca 1999 Currie stwierdził, że obie stopy są zaskakująco do siebie podobne i że skamielina powstała z dwóch połączonych ze sobą płyt. Zauważył również, że ogon i reszta ciała nie pasują do siebie.
W lipcu 1999 Currie i Czerkasowie wykonali w Teksasie wysokiej jakości zdjęcia rentgenowskie okazu. Tomografię komputerową tej skamieniałości dokonał Timothy Rowe. 29 lipca tego samego roku stwierdził on, że ogon i kończyny tylne początkowo nie były częścią skamieliny. 2 sierpnia 1999 poinformował on Czerkasów, że istnieje szansa na to, że nienazwany jeszcze wtedy archeoraptor jest fałszerstwem. Jednak naciski ze strony państwa Czerkasów sprawiły, że Currie i Rowe utrzymywali swoje zastrzeżenia w tajemnicy. W pierwszym tygodniu września Currie wysłał preparatora Kevina Aulenbacka do Muzeum Dinozaurów w Blanding, aby przygotować okaz na dokładniejsze badania. Aulenback stwierdził, że skamielina w rzeczywistości jest złożona z trzech, maksymalnie pięciu innych okazów, ale Czerkasowie gniewnie temu zaprzeczyli. Currie nie poinformował „National Geographic” o tych wydarzeniach. 13 sierpnia 1999 do czasopisma „Nature” wysłano rękopis zatytułowany A New Toothed Bird With a Dromaeosaur-like Tail (czyli Nowy zębaty ptak z dromeozauropodobnym ogonem). Został on podpisany jako napisany przez Stephana Czerkasa, Currie'go, Rowe i Xu. W tym dokumencie stwierdzono, że płyta z ogonem i jedną nogą została doklejona później do płyty zresztą ciała. 20 sierpnia pismo „Nature” odrzuciło artykuł wskazując na Czerkasa, który stwierdził odmowę opóźnienia publikacji ze strony „National Geographic”, przez co brakowało czasu na wzajemną weryfikację. Rękopis ten później został wysłany do pisma „Science”, jednak dwaj jego recenzenci odmówili jego publikacji i stwierdzili, że okaz ów został nielegalnie zakupiony i przewieziony z Chin i że został sfałszowany w Chinach, aby zwiększyć jego wartość. Jak twierdzi Sloan, Czerkasowie nie poinformowali członków „National Geographic” o przyczynie odrzucenie rękopisu przez pismo „Science”. W tym czasie artykuł o archeoraptorze przeznaczony do publikacji w „National Geographic” był już gotowy, ale nie został zrecenzowany przez ekspertów.
Okaz został zaprezentowany podczas konferencji „National Geographic” 15 października 1999, a artykuł o tej skamielinie autorstwa Sloana został opublikowany na łamach magazynu „National Geographic” w listopadzie tegoż roku. Skamielina została tam nazwana Archaeoraptor liaoningensis, ale jak pisze sam autor, z powodu braku formalnego opisu nazwa ta nie jest liczona w nomenklaturze biologicznej. 11 listopada 1999 Storrs L. Olson – kustosz wydziału ptaków w Narodowym Muzeum Historii Naturalnej – napisał list otwarty, w którym twierdził, że okaz na pewno jest nielegalnie importowany. Protestował w nim także przeciwko panującemu dogmatowi, że ptaki ewoluowały z dinozaurów. Olson napisał także, że okazja na nazwanie nowego organizmu została nieumyślnie zabrana przez jakiegoś bezmyślnego dziennikarza i jest to najgorszy koszmar wielu biologów. W październiku 1999 Xu zauważył, że ogon archeoraptora w rzeczywistości należy do nieznanego maniraptora, którego właśnie badał, a który później został opisany pod nazwą Microraptor zhaoianus W czasie podróży po Liaoning znaleziono dość kompletny szkielet niewielkiego dromeozaura, którego ogon był zaskakująco podobny do ogona archeoraptora. Podobieństwo to było tak duże, że na obu skamielinach widoczne były dwie żółte plamy tlenku. 20 grudnia 1999 Xu Xing wysłał e-mail do Sloana w którym stwierdził, że archeoraptor jest fałszerstwem. 3 lutego 2000 „National Geographic” ogłosił, że skamielina archeoraptora może być złożona ze szczątków kilku zwierząt i że dochodzenie w tej sprawie już się rozpoczęło. 4 kwietnia 2000 Stephan Czerkas powiedział grupie paleontologów w Waszyngtonie, że on i jego żona popełnili idiotyczny, kostny, głupi błąd. Currie, Allen i Sloan również wyrazili żal. Rowe, przekonany o słuszności swoich tomograficznych badań, przedstawił całą tę sprawę jako dowód, że były one prawidłowe. Rowe opublikował krótki komunikat na temat w czasopiśmie „Nature” w 2001. Stwierdził on, że do samego stworzenia tylnej części ciała wykorzystano parę okazów. Stwierdził on, że kość udowa pochodzi od pierwszego okazu, piszczel od drugiego, a stopy od trzeciego. Jego zdaniem do stworzenia ogona, złożonego z pięciu części, użyto co najmniej jednego okazu. W czerwcu 2000 skamieniałość archeoraptora została zwrócona Chinom. W październiku tego samego roku „National Geographic” opublikowało wyniki śledztwa w tej sprawie.

## Chwilowe zamieszania
Afera związana z archeoraptorem doprowadziła od krótkiego zamętu w nauce. W grudniu 2000 mikroraptor – zwierzę, od którego pochodził ogon archeoraptora, został formalnie opisany. Zhou i inni (2002) stwierdzili, że górna część ciała archeoraptora należy do kopalnego ptaka janornisa.

### Broszura Muzeum Dinozaurów
W 2002 Czerkasowie wydali broszurę zatytułowaną Feathered Dinosaurs and the Origin of Flight. W pracy tej nazwali i opisali kilka gatunków, ale z sześciu tam nazwanych pięć jest kwestionowanych. Czerkas i Xu Xing opisali w niej górną cześć ciała archeoraptora jako należącą do nowego rodzaju kopalnego ptaka o nazwie Archaeovolans, mimo pracy Zhou i innych z 2002 w której wykazano, że należy ona janornisa. Jednak artykuł opisujący archeowalansa nie posiada wzmianki mówiącej, że holotyp tego ptaka w rzeczywistości może należeć do janornisa, stąd ten sam okaz został nazwany archeoraptor, archewolans i janornis w różnych miejscach. Dwa inne taksony opisane w tej pracy są uważane obecnie za wzajemne synonimy. Opisane tam kryptowolans i skansoriopteryks są dzisiaj najczęściej uważane za synonimy odpowiednio: mikroraptora i epidendrozaura.
Inny opisany tam rodzaj – Omnivoropteryx, jak wskazują późniejsze znaleziska, jest synonimem Sapeornis. Ostatni takson opisany w tej pracy to Utahdactylus, uznany tam za pterozaura. Jednak późniejsze oględziny materiału kopalnego tego zwierzęcia przeprowadzone przez Chrisa Bennetta wykazały rozmaite błędne identyfikacje kości i niespójności w pracy oraz samej skamielinie. Bennett uznał go nieokreślonego diapsyda i skrytykował autorów jego opisu za wystawienia diagnozy niepopartej żadnymi cechami. Uznał on również utahdaktyla za nomen dubium – rodzaj niepewny.

### Kwestia legalności skamieliny
Niektóre skutki skandalu archeoraptora są widoczne do dzisiaj. W 2001 Stephan i Sylvia Czerkas przygotowali wystawę 34 innych skamielin zatytułowaną Feathered Dinosaurs and the Origin of Flight. W czasie tej wystawy odbytej w Muzeum Historii Naturalnej w San Diego Ji Qiang powiedział dziennikarzom „Nature” o dużej ilości skamielin wywiezionych z Chin nielegalnie. Trzy najcenniejsze okazy, prezentowane na wystawie, wpisano do indeksu skamielin Chińskiego Muzeum Nauk Geologicznych w Pekinie. A zatem formalnie należą do muzeum w Pekinie, choć wciąż znajdują się w USA. Stephan Czerkas zaprzeczył tezie, jakoby eksponowane skamieliny były importowane nielegalnie. Sylvia Czerkas powiedziała natomiast magazynowi „Nature”, że porozumiano się w tej sprawie z urzędnikami prowincji Liaoning w Chinach.
Wielu naukowców uważa za nieetyczne badanie skamielin, które mogły być nielegalnie eksportowane. Ponadto wiele ważnych skamielin może być przechowywanych w rękach prywatnych kolekcjonerów, co uniemożliwia ich profesjonalne zbadanie. Inni sądzą, że prywatni kolekcjonerzy mogą fałszować skamieliny i ukrywać ich pochodzenie oraz dowody wskazujące na wiek. W procederze tym mogą mieć także udział nielegalni pośrednicy oraz skorumpowani urzędnicy.

### Historia taksonomiczna
W kwietniu 2000 Storrs Olson opublikował w biuletynie Narodowego Muzeum Historii Naturalnej artykuł, w którym bronił swoich teorii na temat ewolucji ptaków, ale też wrócił do tematu archeoraptora. Opisał go ponownie na podstawie ogona tej skamieliny. Wskazał on na to, że zgodnie z art. 16. kodeksu ICZN nazwa archeoraptor podana w magazynie „National Geographic” jest już ważna i nie można jej zmienić. Parę miesięcy później Xu, Zhou i Wang opublikowali opis mikroraptora – zwierzęcia, od którego pochodził ogon archeoraptora. Tak więc według jednej z interpretacji zasad ICZN mikroraptor powinien być uznawany za młodszy synonim Archaeoraptor liaoningensis (Olson, 2000) i to właśnie ta druga nazwa powinna być używana. Jednak z powodu silnego związku nazwy archeoraptor z oszustwami paleontologicznymi i skandalem związanym z czasopismem „National Geographic” paleontolodzy wolą używać nazwy mikroraptor mimo przepisów ICZN.

### Kreacjonizm
Kreacjoniści czasami używają archeoraptora jako przykładu fałszywego dowodu teorii ewolucji. Kent Hovind i inni kreacjoniści, powołując się na pradawnego rabusia z Liaoning, podają w wątpliwość pochodzenie ptaków od dinozaurów. Ponadto wielu zwolenników tego poglądu uważa, że nie ma żadnych „brakujących ogniw” między ptakami a dinozaurami i twierdzi, że dowody na teorię ewolucji mogą być fałszerstwami. Niektórzy kreacjoniści nazywają archeoraptora ptakiem z Piltdown (nawiązując do człowieka z Piltdown, który okazał się fałszerstwem). Jednak archeoraptor nie jest niezbędnym dowodem na związek ptaków z dinozaurami. Jak stwierdził paleontolog Christopher Brochu w listopadzie 2001, teoria na temat wyewoluowania ptaków z teropodów nie jest już tematem naukowej dyskusji, gdyż jest powszechnie przyjmowana. Znane są formy przejściowe między nieptasimi dinozaurami a ptakami, jak np. niewielki dromeozaur mikroraptor, który był pokryty piórami i miał już w pełni wykształcone skrzydła.